# Ја
Према психоаналитичкој теорији Ја представља једну од три инстанце психичког апарата (Ја, Оно и Над Ја). У динамици психичког живота Ја је средишњи, најбитнији и најсложенији део свесне личности са најважнијом функцијом комуникације са реалношћу и контроле нагона. Поседује одбрамбене механизме који омогућавају да искључи поједине нагонске тежње из свести, да спречи или одложи њихово задовољење као и да трансформише поједине нагонске импулсе. Тиме Ја опажа, осећа, мисли и планира понашање личности. Материјални аспект човековог Ја представља његово физичко тело (телесно Ја), а друштвени како га други виде (социјално Ја). Ја је у нормалном стању добро интегрисана субјективна структура која обједињује многе централне вредности, ставове, црте, мотиве, емоције и улоге појединца.